# Lorris

Lorris este o comună în departamentul Loiret din centrul Franței. În 1 ianuarie 2022 avea o populație de 3.002 de locuitori.